# Капица, Андрей Петрович
Андре́й Петро́вич Капи́ца (9 июля 1931, Кембридж — 2 августа 2011, Москва) — советский и российский географ и геоморфолог, заслуженный профессор Московского университета, заведующий кафедрой рационального природопользования географического факультета, член-корреспондент АН СССР (позднее — РАН) с 1970 года.

## Биография
Сын П. Л. Капицы, внук А. Н. Крылова и внучатый племянник известного французского биохимика В. А. Анри (Крылова) (по линии матери, Анны Алексеевны), правнук известного географа И. И. Стебницкого, младший брат С. П. Капицы. В родстве и с другими знаменитыми русскими академическими фамилиями — такими, как Ляпуновы, Боголюбовы, Филатовы, Сараджевы.
В 1953 году окончил географический факультет МГУ, после чего работал в лаборатории экспериментальной геоморфологии того же факультета. В 1958 году защитил кандидатскую диссертацию «Морфология ледникового покрова Восточной Антарктиды», а в 1968 — и докторскую на тему «Подлёдный рельеф Антарктиды».
Участник четырёх антарктических экспедиций. Руководитель геофизической экспедиции АН в Восточную Африку в 1967—1969 годах. Труды по динамике и морфологии ледникового покрова Восточной Антарктиды. В 1971 году Капица стал лауреатом Государственной премии СССР за участие в создании «Атласа Антарктики».
Совершил одно из последних географических открытий XX века. После обработки результатов Первой советской антарктической экспедиции 1955—1957 годов выдвинул гипотезу о существовании огромного подлёдного озера под станцией «Восток». Позже, в 1996 году, гипотеза подтвердилась.
В 1966—1970 годах возглавлял географический факультет МГУ. В 1970 году избран членом-корреспондентом АН СССР. В 1972 году выступил инициатором создания во Владивостоке Тихоокеанского института географии ДВНЦ АН СССР, став его первым директором. На XIII Тихоокеанском научном конгрессе в 1972 году избран президентом Тихоокеанской научной ассоциации и председателем Тихоокеанского научного совета на срок до 1979 года.
В 1977 году возвращается в Москву из-за болезни. С 1978 года заведовал кафедрой общей физической географии и палеогеографии того же факультета (после реорганизации в 1987 году — кафедрой рационального природопользования). Одновременно с 1978 по 1990 годы являлся заместителем Главного учёного секретаря АН СССР и председателем Научного совета по выставкам АН СССР.
Считал, что вклад человечества в глобальное потепление и появление озоновых дыр является несущественным.
Лауреат нескольких премий, в том числе Государственной премии СССР (1971) и премии им. Д. Н. Анучина (1972). Заслуженный деятель науки Российской Федерации (2002).
Награждён двумя орденами Трудового Красного Знамени (23.06.1961, 8.07.1981).
Скончался в Москве 2 августа 2011 года на 81-м году жизни. Прощание с А. П. Капицей прошло в Московском университете

Могила Андрея Капицы на Аксиньинском кладбище

Похоронен на Аксиньинском кладбище в Подмосковье.

## Семья
Жена — Евгения Александровна Капица (Прейсфрейнд) (1930—1990) — инженер-строитель
- Дочь — Анна Андреевна Гузенко (Капица)
  - Внук — Петр Капица, бизнес-консультант, сын Анны Гузенко, взял девичью фамилию матери по настоянию деда[источник не указан 702 дня]
    - Правнук — Кирилл Петрович Капица
    - Правнук — Михаил Петрович Капица
- Дочь — Надежда Андреевна Гузенко (Капица) (1958—2012)[15], историк.[16]

Интересно: дочери Андрея Петровича Капицы повторили семейную традицию, выйдя замуж за братьев Гузенко

## Основные работы
- Динамика и морфология ледникового покрова центрального сектора Восточной Антарктиды. — Л., 1961;
- Рельеф Земли. — М., 1967 (в соавт.);
- Подледный рельеф Антарктиды. — М., 1968;
- Атлас Антарктиды. — М., 1970 (в соавт.);
- Восточно-Африканская рифтовая система. — М., 1974. Т. 1-3 (в соавт.);
- Проблемы регионального географического прогноза. — М., 1982 (соред.);
- Прогнозно-географический анализ территории административного района. — М., 1984 (соред.);
- A large deep freshwater lake beneath the ice of central East Antarctica (with others) // Nature. — 1996. — Vol. 381.